# Lucio Godoy
Lucio Godoy (Paraná, 1958) è un compositore argentino, attivo in ambito cinematografico e vincitore del Premio Goya e del Ciak d'oro.

## Biografia
Studente del Conservatorio di Buenos Aires si trasferisce in Europa iscrivendosi al Conservatoire national supérieur de musique et de danse de Paris. Conclusa l'esperienza francese risiede negli Stati Uniti frequentando il Berklee College of Music a Boston. Dalla metà degli anni novanta vive in Spagna collaborando con registi nazionali ed europei.

## Filmografia
- Intacto, regia di Juan Carlos Fresnadillo (2001)
- I lunedì al sole (Los lunes al sol)), regia di Fernando León de Aranoa (2002)
- Non ti muovere, regia di Sergio Castellitto (2004)
- El aura, regia di Fabián Bielinsky (2005)
- Melissa P., regia di Luca Guadagnino (2005)
- La educación de las hadas, regia di José Luis Cuerda (2006)
- Mataharis, regia di Icíar Bollaín (2007)
- Los girasoles ciegos, regia di José Luis Cuerda (2008)
- Triage, regia di Danis Tanović (2009)
- Sin retorno, regia di Miguel Cohan (2010)
- Blackthorn - La vera storia di Butch Cassidy, regia di Mateo Gil (2011)
- Cosa piove dal cielo?, regia di Sebastián Borensztein (2011)
- Todos tenemos un plan, regia di Ana Piterbarg (2012)
- Pongo, il cane milionario (Pancho, el perro millonario), regia di Tom Fernandéz (2014)

## Premi e riconoscimenti
- Premio Goya - 2007

Miglior canzone originale per La educación de las hadas
- Ciak d'oro - 2004

Migliore colonna sonora per Non ti muovere